# Agalinis tarijensis
Agalinis tarijensis là loài thực vật có hoa thuộc họ Cỏ chổi. Loài này được (R.E.Fr.) D'Arcy mô tả khoa học đầu tiên năm 1978.